# Ô̤̌
Cette page contient des caractères spéciaux ou non latins. S’ils s’affichent mal (▯, ?, etc.), consultez la page d’aide Unicode.
Ô̤̌ (minuscule : ô̤̌), appelé O tréma souscrit accent circonflexe caron, est un graphème et une lettre additionnelle de l’alphabet latin utilisée dans l’écriture du kayah. Elle est composée d’un O, d’un tréma souscrit, d’un accent circonflexe et d’un caron.

## Représentations informatiques
Le O tréma souscrit accent circonflexe caron peut être représenté avec les caractères Unicode suivants (latin de base, diacritiques) :
- composé et normalisé NFC (latin-1, diacritiques)[1],[2] :

| formes    | représentations | chaînes de caractères | points de code       | descriptions                                                                       |
| --------- | --------------- | --------------------- | -------------------- | ---------------------------------------------------------------------------------- |
| capitale  | Ô̤̌               | Ô◌̤◌̌                   | U+00D4 U+0324 U+030C | lettre majuscule o accent circonflexe diacritique tréma souscrit diacritique caron |
| minuscule | ô̤̌               | ô◌̤◌̌                   | U+00F4 U+0324 U+030C | lettre minuscule o accent circonflexe diacritique tréma souscrit diacritique caron |

- décomposé et normalisé NFD (latin de base, diacritiques) :

| formes    | représentations | chaînes de caractères | points de code              | descriptions                                                                                   |
| --------- | --------------- | --------------------- | --------------------------- | ---------------------------------------------------------------------------------------------- |
| capitale  | Ô̤̌               | O◌̤◌̂◌̌                  | U+004F U+0324 U+0302 U+030C | lettre majuscule o diacritique tréma souscrit diacritique accent circonflexe diacritique caron |
| minuscule | ô̤̌               | o◌̤◌̂◌̌                  | U+006F U+0324 U+0302 U+030C | lettre minuscule o diacritique tréma souscrit diacritique accent circonflexe diacritique caron |